# The Buzzhorn
O The Buzzhorn é uma banda americana de hard rock de Milwaukee, Wisconsin. A banda começou a se apresentar em Milwaukee por volta de 1997. Os membros são Bert Zweber (guitarra), Ryan Mueller (vocal), Todd Joseph (baixo) e Rob Bueno (bateria). O Buzzhorn lançou três álbuns de estúdio "A complete package of action-packed tragedies"em 1999, um EP autointitulado em 2000 e "Disconnected", seu primeiro e último grande lançamento em 2002. A música "Ordinary" ficou famosa por ter sido destaque na trilha nora do videogame Need for Speed Hot Pursuit 2.

## Formação e lançamentos independentes (1997-2001)
A formação da banda consistia em Bert Zweber (guitarra), Ryan Mueller (vocal), Todd Joseph (baixo) e Rob Bueno (bateria). Em 1997, o grupo começou a se apresentar no circuito de clubes de Milwaukee. Em 1998, o grupo gravou seu álbum de estréia, produzindo-o com um orçamento apertado. O resultado final foi "Um pacote completo de tragédias cheias de ação", que atraiu elogios dos críticos musicais locais. Em 2000, Buzzhorn auto-lançou um EP. Um representante de gravadora da Atlantic Records ouviu a banda e assinou um contrato em janeiro de 2001.

## Lançamento de Disconnected e desmembramento (2002-2003)
Em 2002, o Buzzhorn lançou seu primeiro single, Ordinary, que foi seguido pelo álbum Disconnected, em julho de 2002. Foi produzido por Howard Benson (Papa Roach, POD, Cold, Hoobastank). A estréia da grande gravadora do Buzzhorn trouxe elogios por trazer uma nova abordagem ao mundo do hard rock, com a revista Hit Parader rotulando The Buzzhorn como "os novos novatos do hard rock do ano", bem como uma crítica de 4 estrelas da revista metal edge. O Buzzhorn fez uma turnê com Seether, Injected, Deftones, Default, Jerry Cantrell e muitos outros grupos de apoio aos Disconnected. Estima-se que o álbum tenha vendido pelo menos 10.000 cópias, quase diretamente devido à música do álbum incluída no videogame Need for Speed Hot Pursuit 2. A banda cita pouca promoção e apoio ao fraco desempenho de vendas; especificamente a promoção da Atlantic pelo ato de hard rock Taproot. Logo após o lançamento do álbum, a banda se separou em 2003 após concluir seu contrato com a Atlantic Records.

## Pós-separação e um show de reunião (2004-2014)
Após a conclusão do contrato da banda, Joseph se mudou para a Califórnia, onde trabalhou em outros projetos, além de produzir atos. Zweber juntou-se a uma banda local de Milwaukee chamada King Gun, composta por ex-membros do grupo de hard rock de Milwaukee, Big Dumb Dick. King Gun lançou uma demo de três músicas em 2004 antes de se separar. O vocalista do King Gun reformou Big Dumb Dick no início de 2008 e recrutou Bert como seu novo guitarrista, substituindo Paris Ortiz.
Em 15 de outubro de 2011, havia rumores na página não oficial do Facebook de que a banda seria reformada. A formação deve consistir de todos os membros originais, incluindo Ryan Mueller (vocal), Todd Joseph (baixo), Bert Zweber (guitarra), Rob Bueno (bateria). Em 9 de dezembro de 2012, foi confirmado pelo ex-baixista Todd Joseph que 6 novas músicas foram escritas e que a banda planeja gravá-las no estúdio em meados de janeiro de 2013. Todd Joseph fez um post em 5 de agosto de 2014 na página de bandas do Facebook, a banda está oficialmente reunida para realizar um show de uma noite. Foi realizado em 13 de setembro de 2014 em um clube local de Milwaukee chamado The Bottle para comemorar seu 10º aniversário. Desde então, nenhuma informação adicional sobre o status atual do The Buzzhorn foi fornecida.

## Outros projetos (2014-presente)
Todd Joseph tornou-se gerente de turnê das bandas Violent Femmes & Vintage Trouble em 2015. Bert Zweber juntou-se a uma banda local de Milwaukee chamada Black Belt Theatre como seu novo guitarrista em 2016. Rob Bueno e Ryan Mueller não estão envolvidos em nenhum projeto musical e atualmente residem em Milwaukee, Wisconsin.

## Discografia

### Álbuns
| Data de lançamento  | Título                                        | Rótulo                  |
| ------------------- | --------------------------------------------- | ----------------------- |
| 1999                | A Complete Package of Action-Packed Tragedies | Lançamento Independente |
| 2000                | The Buzzhorn (EP)                             | Lançamento Independente |
| 6 de agosto de 2002 | Disconnected                                  | Atlantic Records / WEA  |